# 聖誕慈善大樂隊
聖誕慈善大樂隊（波蘭語：Wielka Orkiestra Świątecznej Pomocy，縮寫為WOŚP）是波蘭的一家非政府、非營利慈善性質基金會。該會聲明其基本目標為｢在保健範疇內，援救病患、尤其是兒童的生命，改善其健康狀況，以及促進健康預防｣。自2004年9月1日起，該基金會成為公益組織。轉入基金會帳戶的1%所得稅會用於支助兒童收容所。